# Danse bulgare

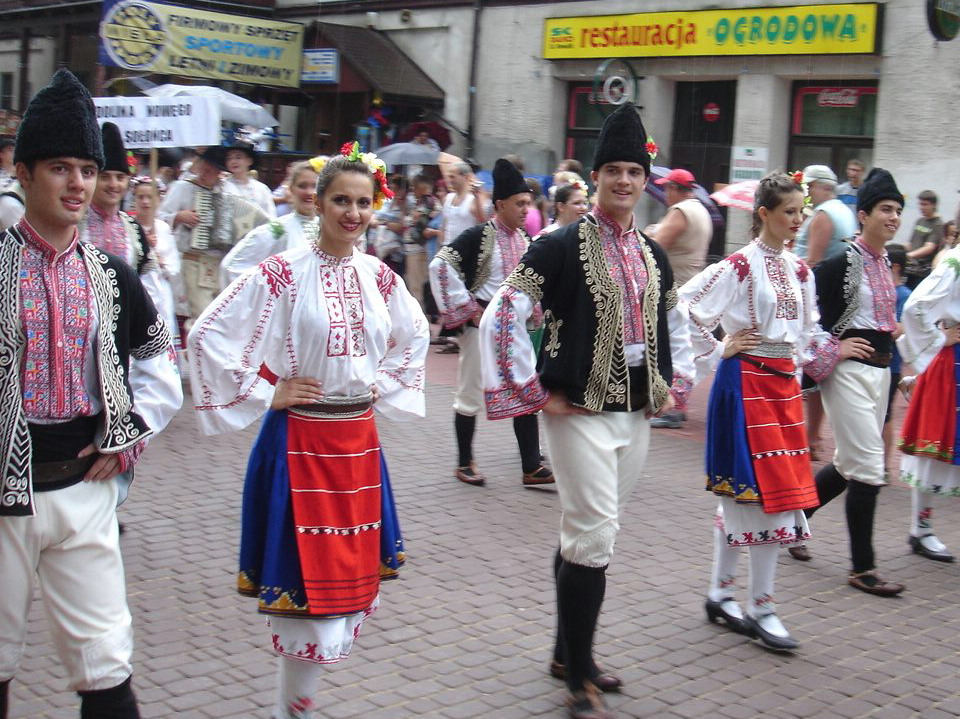
Danseurs folkloriques bulgares.

Les danses bulgares sont très liées à la musique du pays. Leur caractéristique essentielle est leurs mesures asymétriques, bâties autour de combinaisons variées de temps courts et de temps longs.

## Danses folkloriques bulgares à Paris
L’ensemble « Zora » préserve et répand la beauté et la richesse du folklore bulgare. Il participe à de nombreux événements culturels en France et en Europe. 
Dans le répertoire de l’ensemble, on peut trouver des danses de toutes les régions folkloriques ainsi que des chorégraphies créées par certains des plus grands noms de l’histoire du folklore bulgare, tels que Kiril Haralmpiev et Ivan Donev.
Ateliers « Horo »
Créés en 2003 par l'Association des étudiants bulgares en France, les ateliers des danses folkloriques bulgares visent à faire partager la culture et le folklore bulgare.
En 2007 le groupe a choisi son nom « Zora » - « Aube » en français. 
Les ateliers ont lieu chaque semaine et leurs portes sont ouvertes à tous ceux qui auraient envie de s'initier aux danses folkloriques bulgares.

## Les «Horo» bulgares
- Trite pati (Трите пъти; Trite puti, Trite pâti) (2/4), danse linéaire avec des mouvements rapides des pieds, le rythme des pas est rapide-rapide-lent = 1+1+2.
- Tropanka (Тропанка) (2/4) danse d'homme de Dobroudja tapée des pieds.Les danseurs se tiennent les mains en V, en faisant des mouvements de balance et de pompe avec les bras.
- Opas (Опас) (2/4), une danse variée souvent effectuée avec les mains traversant le buste de la personne suivant le danseur dans la ligne des danseurs.
- Pravo horo (Право хоро) (2/4 ou 6/8, compté comme 2 triplets 3+3. Souvent dans la musique pour le pravo, les signatures de temps 2/4 et 6/8 sont utilisées. 2/4 est utilisé pour le chant et 6/8 pour les instruments qui sont légèrement plus rapides.
- Shopsko horo (Шопско хоро; Shopp horo, Chope dance, Šop dance) (2/4), danse d'hommes, souvent accompagnée de cornemuses (Gaidae) et tambours (Tupon). Convient aux expositions et spectacles de scène.
- Paydushko horo (Пайдушко хоро; Paidushko horo, Pajduško horo, Pajduška horo, Payduska horo, Baiduska horo) (2+3; 5/16 ou 5/8)
- Chetvorno horo (Четворно хоро; Četvorno horo) (3+2+2 or 3+4; 7/16).
- Rachenitsa (Ръченица; Ruchenitsa, Râčenica) (2+2+3 or 4+3; 7/16)
- Lesnoto Horo (Лесното хоро) (3+2+2; 7/8)
- Ginka (Гинка) (3+2+2; 7/8)
- Svornato Horo (Сворнато хоро) (2+2+2+3; 9/8)
- Varnensko Horo (Варненско хоро) (2+2+2+3; 9/8)
- Elenino horo (Еленино хоро), Eleno Mome (Елено Моме) (2+2+1+2, 4+4+2+3, 3+4+2+3; 7/8, 13/16, 12/16), danse en ligne.
- Petrunino horo (Петрунино хоро) (2+2+1+2, 4+4+2+3, 3+4+2+3; 7/8, 13/16, 12/16)
- Daychovo horo (Дайчово хopo; Daichovo horo, Dajčovo horo) (4+2+3 or 2+2+2+3; 9/16), une danse circulaire, dans lequel un danseur annonce les formations et variations que le cercle doit prendre par la suite.
- Grancharsko horo (Грънчарско хоро; Gryncharsko horo, Gruncarsko horo) (2+3+2+2; 9/16).
- Gankino horo (Ганкино хоро) ou Kopanitsa (en) (Копаница; Kopanica) (4+3+4 or 2+2+3+2+2; 11/16), danse en ligne.
- Acano mlada nevesto (lent, plus lent, rapide, rapide : 3+2+2+2+2 or 3+4+2+2; 11/8), chanson macédonienne, danse en ligne.
- Krivo plovdivsko horo (Криво пловдивско хоро) (2+2+2+3+2+2; 13/16)
- Ispaychi (Испайчи, Испайче; Ispayche, Ispajče) (3+2+3+2+3; 13/16 or 8/16+5/16).
- Elbasansko horo (Елбасанско хоро) (2+2+2+3+2+3; 14/16=9/16+5/16).
- Buchimish (Бучимиш; Bučimiš) (2+2+2+2+3+2+2; 15/16), une danse en ligne.
- Yove male mome (Йове мале моме; Jove male mome, Jove malaj mome), également appelé Povela e Yova (Повела е Йова) (7+11; 7/16+11/16 or 18/16)
- Sandansko horo (Санданско хоро) (2+2+2+3+2+2+2+3+2+2; 22/16)
- Sedi Donka (Седи Донка), également appelé Plovdivsko horo (Пловдивско хоро) (7+7+11, where 7=3+2+2 and 11=2+2+3+2+2; 7/16+7/16+11/16 or 25/16)
- Dunavsko horo (Дунавско хоро)